# غلين هيوز (لاعب كريكت)
غلين هيوز (23 نوفمبر 1959 في أستراليا - ) (بالإنجليزية: Glenn Hughes)‏ هو لاعب كريكت أسترالي. لعب مع فريق تسمانيا للكريكت وFree State (cricket team) ‏.

## وصلات خارجية
- غلين هيوز على موقع إي آس بي آن كريك إنفو (الإنجليزية)